# Seznam modenských vévodů

Znak Vévodství Modeny a Reggia v době vlády estenských Habsburků

Toto je seznam vévodů modenského vévodství. Modenské vévodství zahrnovalo také území Reggia a Vévodství Massa a Carrara.

## Seznam
- Borso 1452–1471
- Herkules I. 1471–1505
- Alfons I. 1505–1534
- Herkules II. 1534–1559
- Alfons II. 1559–1597
- Cesare 1597–1628
- Alfons III. 1628–1629 († 1644)
- František I. 1629–1658
- Alfons IV. 1658–1662
- František II. 1662–1694
- Roland 1694–1737
- František III. 1737–1780
- Herkules III. 1780–1796 († 1803)
- František IV. 1814–1846
- František V. 1846–1859 († 1875)